# تشيونغي تشون
تشيونغي تشون (هانغل: 청계천) هو فضاء ترفيهي عام حديث البناء يقع في وسط مدينة سيول، في كوريا الجنوبية بمِساحة تبلغ 10.9 كيلومتر(6.8 ميل). يقع المشروعُ التجديدي الحضري الهائل في موقع مجرى مائي قبل التطور الاقتصادي السريع في فترة ما بعد الحرب، ممَّا جعله مغطًّى ببنية تحتية للنقل. وقد أدَّى المشروع الذي بلغت تكلفته 900 مليون دولار في البداية إلى كثير من الانتقادات الشعبية، التي سرعان ما اندثرت بعد افتتاحه في عام 2005، حيث أصبح يتمتَّع بشعبية واسعة بين السكَّان والسائحين.

## نبذة تاريخية

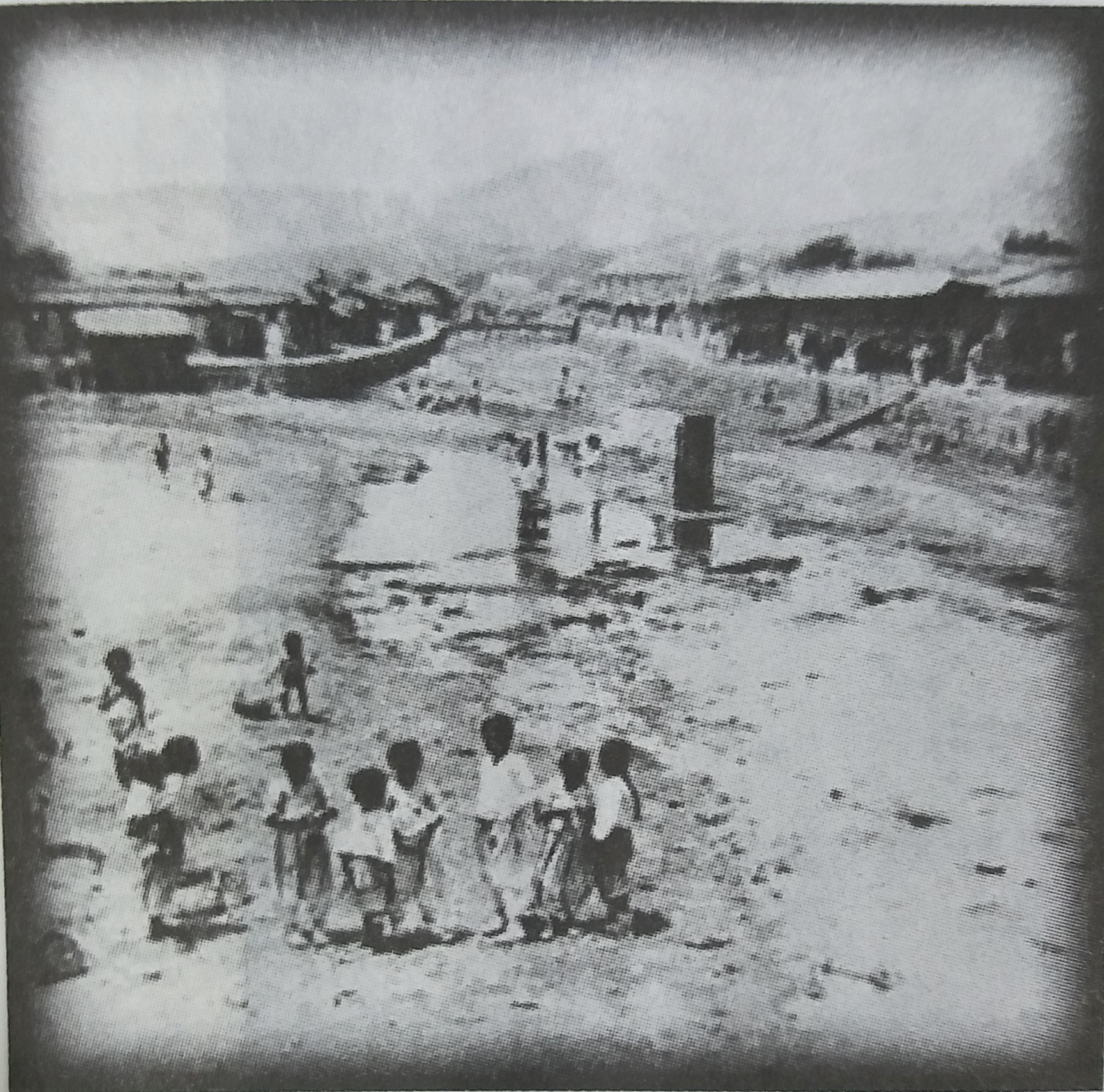
تشيونغي تشون عام 1904

خلال عهد مملكة جوسون سمي الجدول باسم غايتشون Gaecheon (أي "المجرى المفتوح") بعد مشروع التجديد الأول لبناء نظام صرف المياه. تم تنفيذ أعمال البناء التي شملت حفر وتجديد ضفاف النهر وبناء الجسور مابين سنتين أو ثلاث سنوات خلال هذه الفترة من عهد تايجون، ثالث ملوك مملكة جوسون. وقد اضطلع الملك يونغو بصفة خاصة بأعمال التجديد باعتباره مشروعا وطنيا.
خلال فترة احتلال اليابان لكوريا تمت إعادة تسمية الجدول من غايتشون إلى تشونغي تشون اسمها الحالي. وخلال هذا الوقت، كانت الصعوبات المالية تعطل وتمنع القوات الإمبراطورية اليابانية من ردم وتغطية التيار على الرغم من محاولات حتيتة للقيام بذلك.
بعد الحرب الكورية (1950-1953) ، هاجر العديد من السكان إلى سيول على طول النهر حيث عاشوا واستقروا في منازل مؤقتة ومتهالكة. نتج عن ذلك منظر قاتم للمدينة بسبب القمامة والرمال والنفايات والظروف المتدهورة. كما تم تغطية المجرى بالخرسانة على مدى 20 عامًا اعتبارًا من عام 1958.
في عام 1976 تم الانتهاء من بناء طريق سريع مرتفع فوقها بطول 5.6 كم (3.5 ميل) و 16 مترًا (52 قدمًا). وأصبحت المنطقة نموذجا للتصنيع والتحديث الناجح في كوريا الجنوبية.

## تكلفة المشروع
تعدَّت التكلفة النهائية للمشروع المبلغ المرصود في الميزانية من 349 مليار وون لأكثر من 386 مليار وون (أي حوالي 281 مليون دولار أمريكي). ورغم مكانة المشروع السياحية إلا أن بعض المنظمات البيئية الكورية انتقدت تكاليفه الباهظة وعدم موازنته الإيكولوجية والتاريخية، واصفين إياه بأنه مشروع رمزي بحت وليس مفيدًا للبيئة الإيكولوجية للمدينة. وبدلًا من استخدام الترميم أداةً للتنمية الحضرية، دعت المنظماتُ البيئية إلى الانتعاش الإيكولوجي والتاريخي التدريجي على المدى الطويل للحوض بأكمله ونظامه الإيكولوجي. حيت تشهد تكلفةُ إدارة الحوض ارتفاعًا كل عام.

## معرض الصور

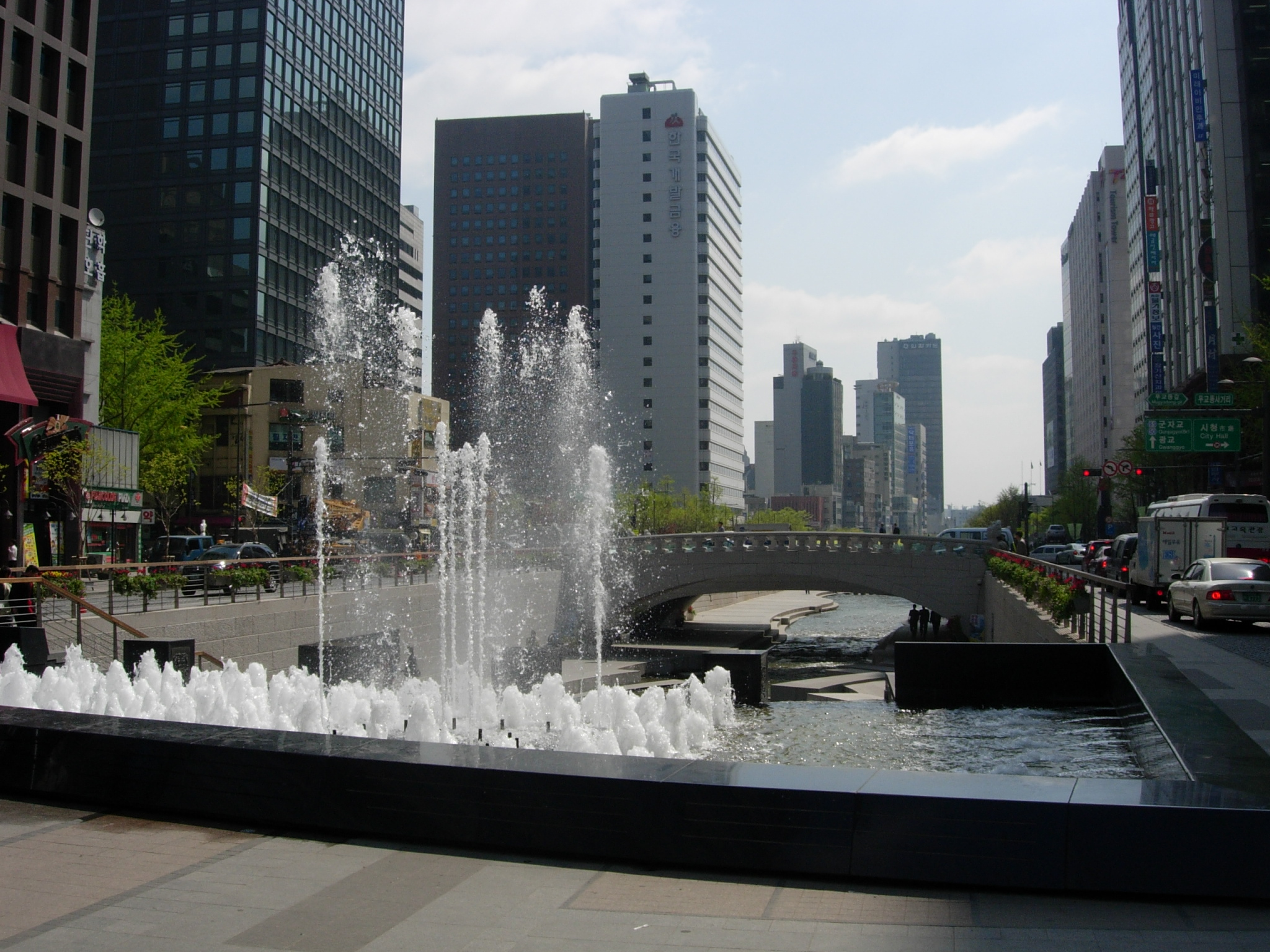
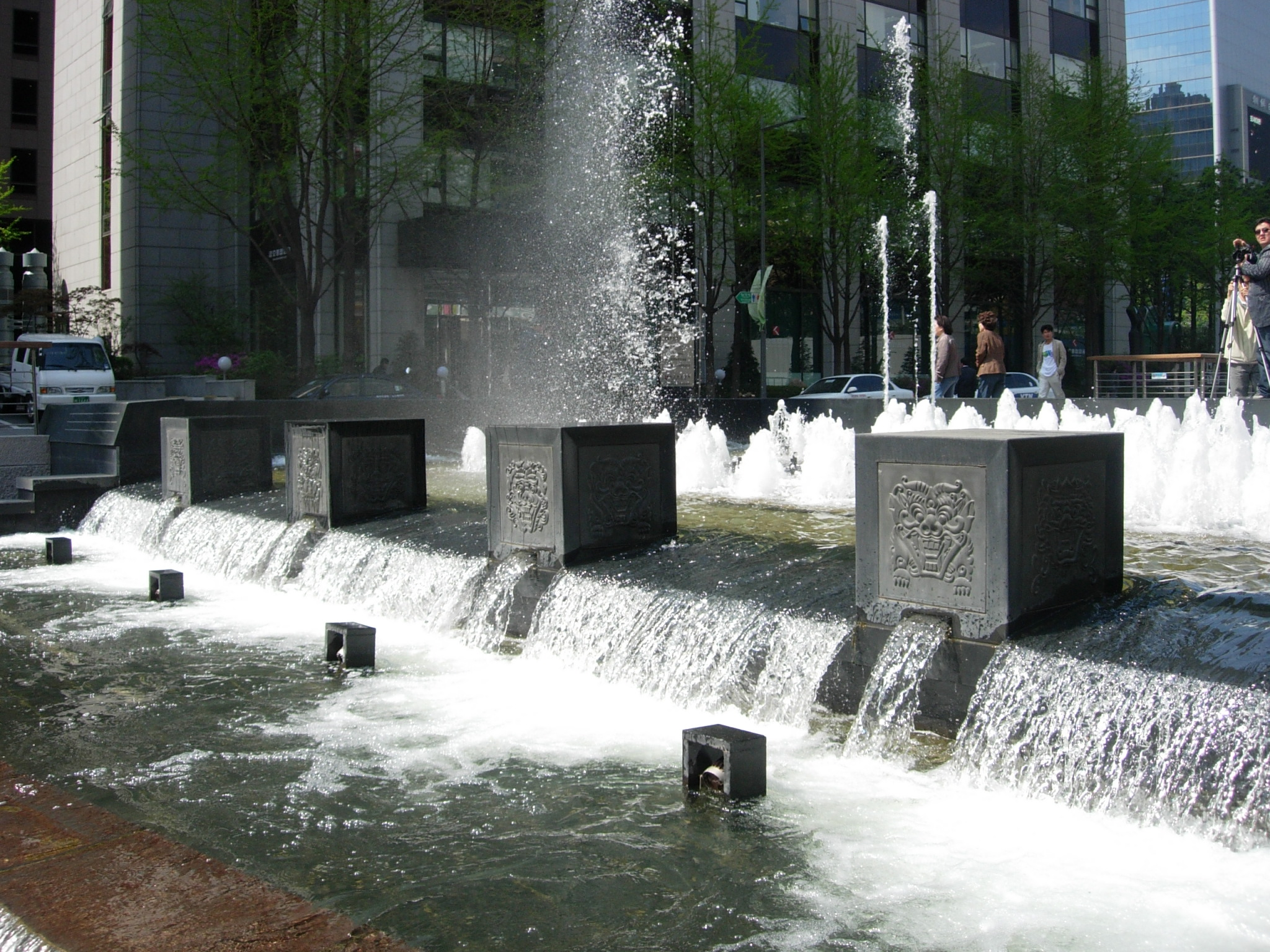
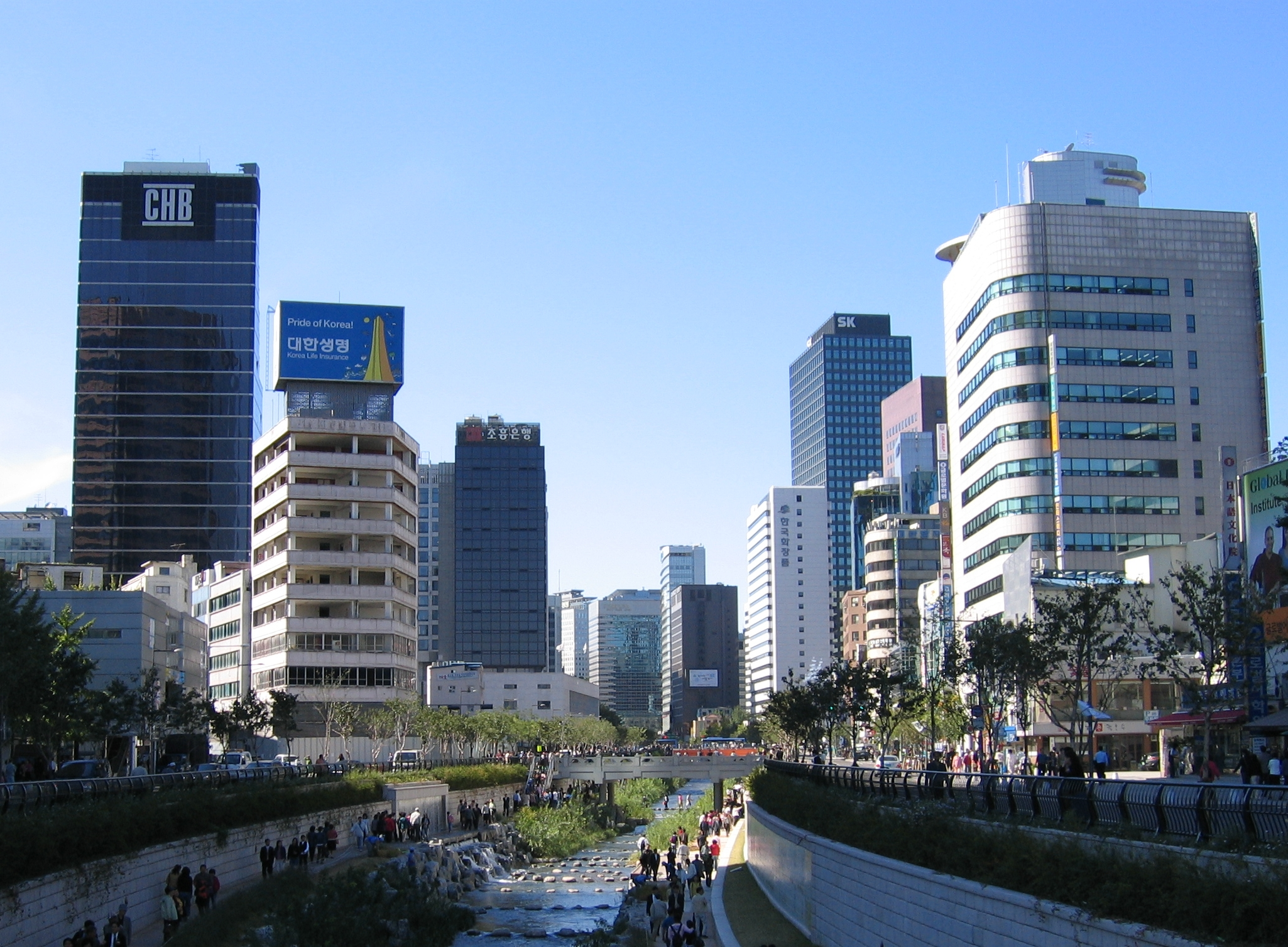
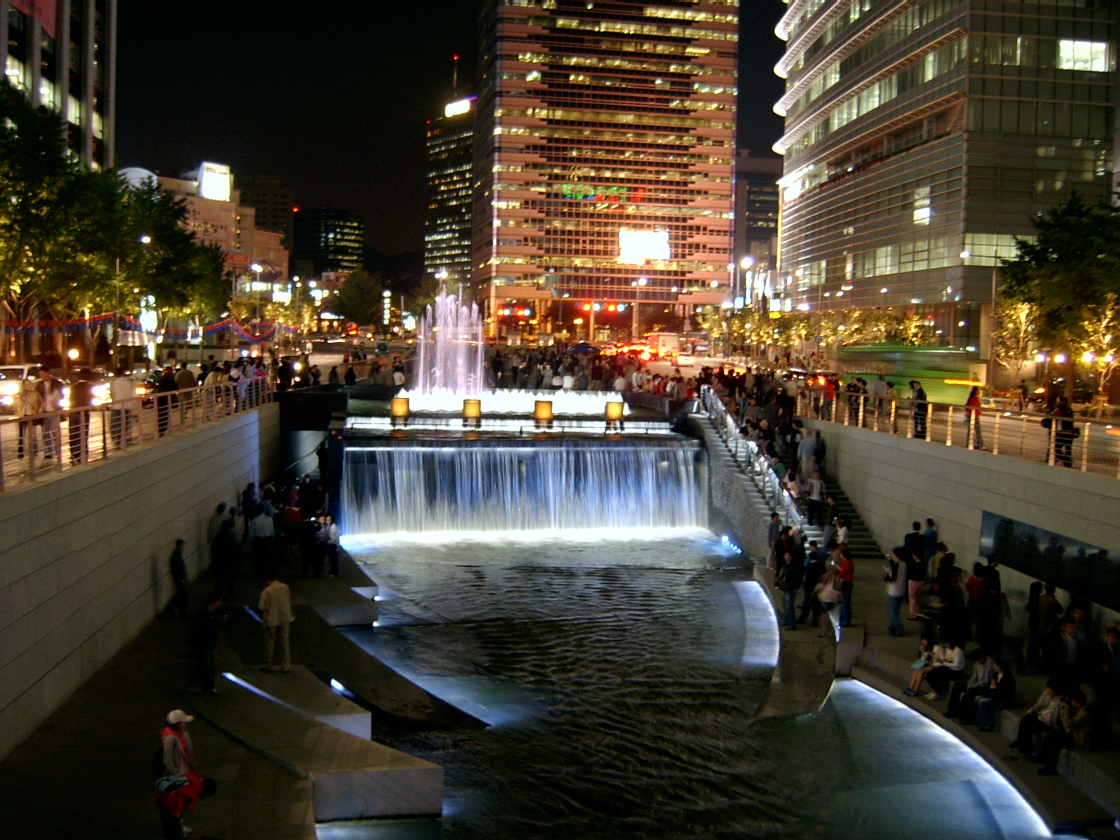
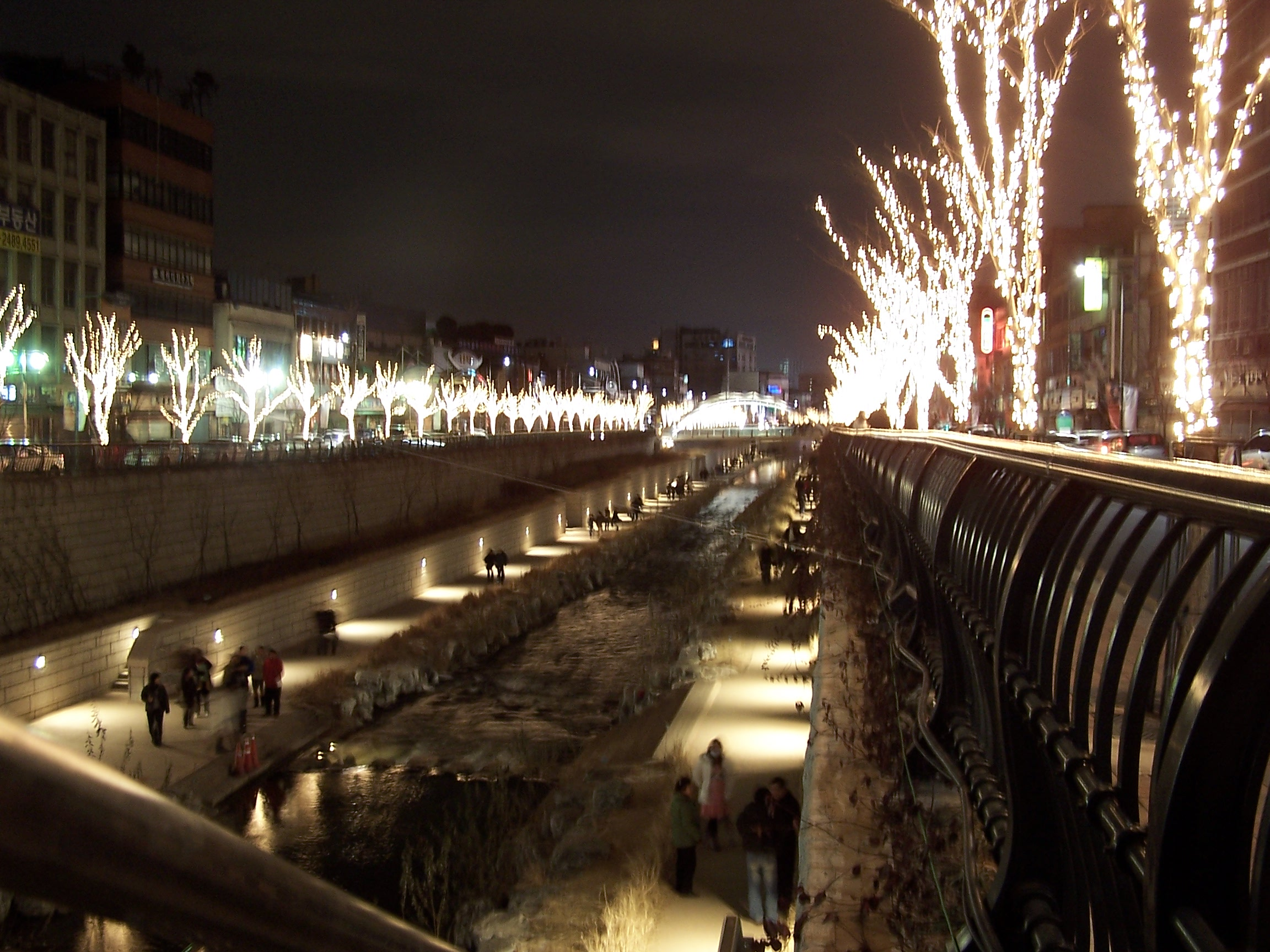